# Şerbettar, Havsa
Şerbettar là một xã thuộc huyện Havsa, tỉnh Edirne, Thổ Nhĩ Kỳ. Dân số thời điểm năm 2011 là 937 người.